# Hespericerus brusinae
Hespericerus brusinae är en insektsart som beskrevs av Géza Horváth 1895. Hespericerus brusinae ingår i släktet Hespericerus och familjen dvärgstritar. Inga underarter finns listade i Catalogue of Life.